# Xã Morgan, Quận Gallia, Ohio
Xã Morgan (tiếng Anh: Morgan Township) là một xã thuộc quận Gallia, tiểu bang Ohio, Hoa Kỳ. Năm 2010, dân số của xã này là 1.404 người.